# Theodora Kimball Hubbard
Theodora Kimball Hubbard (Massachusetts, 26 de febrero de 1887-ibidem, 1935) fue la primera bibliotecaria de la Escuela de Arquitectura del Paisaje de la Universidad de Harvard, y una de las primeras colaboradoras, con muchas otras figuras significativas en arquitectura del paisaje, en difundir el cuerpo teórico de conocimiento en esa área.

## Educación y vida tempranas
Hubbard nació el 26 de febrero de 1887 en West Newton (Pensilvania), Massachusetts, Hubbard era la hermana mayor del historiador de arquitectura Sidney Fiske Kimball. Graduada en la Escuela latina de mujeres en Boston en 1904, entró a estudiar en la Universidad Simmons y se graduó en 1908. En 1917 obtuvo el grado de máster en ciencia de Biblioteconomía por la Universidad Simmons, con una tesis en jardinería, con especialidad en paisaje de jardín inglés.

## Trayectoria

Originalmente publicado en la lengua española periodical, Revista Municipal y de Intereses Economicos en 1921. Su retrato en este artículo está subtitulado: "Bibliotecaria de la Universidad de Harvard. Notable escritora de asuntos municipales," que se traduce como bibliotecaria de la Universidad de Harvard y destacada escritora sobre el tema de la planificación urbana.

### Carrera inicial
Hubbard trabajó brevemente como escritora de editorial para el Registro Histórico y Genealógico de Nueva Inglaterra, donde compiló un índice temático de sus primeros sesenta volúmenes. En 1910, trabajó durante un año como un ayudante en Boston, en el departamento de arte de la biblioteca pública. Después de su maestría, dirigió la biblioteca de la Oficina de Transporte y Vivienda Industrial de los Estados Unidos en Washington, D.C. durante dos años. En la década de 1920, enseñaba tanto en la Escuela de Arquitectura y Arquitectura del Paisaje de Cambridge (Massachusetts) como en el departamento de Arquitectura del Paisaje de la Escuela de Graduados en Diseño de Harvard, donde enseñaba inglés.

### Carrera más tardía
Theodora Kimball Hubbard trabajó como bibliotecaria en la escuela de Arquitectura del Paisaje, en Harvard desde 1911 a 1924. Fue la primera bibliotecaria en la escuela de Arquitectura del Paisaje de la Universidad de Harvard, y creó una biblioteca "nueva" mediante la consolidación de colecciones, que se encontraban en lugares dispares, en el Robinson Hall de Harvard en octubre de 1911. La relación de Hubbard con su hermano la impulsó en su carrera de clasificación de la literatura sobre arquitectura paisajista y planificación urbana. Su hermano, Sidney "Fiske" Kimball, recibió una beca Sheldon para viajar a Europa en 1911 y pasó su puesto de asistente en la biblioteca a Kimball Hubbard durante su ausencia. Antes de este papel, Kimball Hubbard ya había estado inmersa en la escritura sobre la incipiente profesión de la arquitectura paisajista, y Charles Eliot influyó en la comprensión de Kimball sobre la profesión. Además de la catalogación, Hubbard participó en la investigación de James Sturgis Pray, director del departamento de Arquitectura del Paisaje de la Universidad de Harvard. Al ayudarlos con su investigación, Kimball recibió una educación en arquitectura paisajista.
En su papel de bibliotecaria, aportó un agudo sentido de profesionalidad a su trabajo y, hasta 1918, cuando contrató a su asistente Katherine McNamara, parece haber sido la única bibliotecaria de diseño de Harvard con formación bibliotecaria profesional. Kimball cultivó la biblioteca hasta convertirla en una institución especializada, desarrollándola como "un centro de intercambio de información" y respondiendo a solicitudes de investigación e información de profesionales de todo el mundo. Kimball también fue pionera en sistemas de alojamiento y organización para medios visuales y gráficos, como diapositivas, fotografías, planos, mapas y postales. Las técnicas empleadas en la biblioteca de la Harvard Graduate School of Design se basaron en las utilizadas en oficinas privadas, en particular la firma Olmsted. Durante su mandato como bibliotecaria, duplicó con creces el número de libros y folletos en la colección de Harvard.
En 1918, Hubbard se convirtió en miembro asociado de la Sociedad Americana de Arquitectos Paisajistas. En 1919, Hubbard se convirtió en la primera mujer aceptada como miembro del American City Planning Institute. Aquel mismo año desarrolló la primera Clasificación de la Biblioteca del Congreso para arquitectura de paisaje bajo la subclase (NAB). Desarrolló un esquema de clasificación separado para el planeamiento urbanístico bajo la subclase (NAC). Estuvo asistida en este esfuerzo por su marido Henry Vincent Hubbard (1875-1945), un profesor de Harvard, y el  editor fundador de la Revista de Arquitectura del Paisaje. El renombrado arquitecto paisajista, Frederick Ley Olmsted, el diseñador de una red de parques conocida como el "Collar de Esmeralda" en Boston, Central Park en Nueva York, y espacios verdes idílicos en todos los Estados Unidos, recibe un reconocimiento especial en el prefacio del esquema de clasificación publicado, por haber aportado muchas sugerencias constructivas. La Biblioteca del Congreso originalmente asignó un lugar a la arquitectura del paisaje como una subclasificación de la arquitectura (NA) mediante la adición de la letra (B). Los autores pensaron que esta ubicación reconocía con mayor precisión el componente artístico de la arquitectura paisajista, mientras que colocarlo en la subclase (S), como está hoy, sugeriría que es simplemente otra forma de agricultura. Los libros adquiridos en esta materia desde 1978 ahora se clasifican en (SB).
Dejó Harvard en 1924, el año en que se casó con Henry Vincent Hubbard, pero continuó sirviendo a la biblioteca como asesora. Formó parte del comité asesor sobre zonificación del presidente Herbert Hoover en Washington D. C. como experta en zonificación y también miembro del comité de investigación de la Conferencia del presidente sobre construcción de viviendas y propiedad de viviendas.

### Escritos
Uno de sus trabajos más importantes: "Logros Municipales en Urbanismo" una bibliografía de todos los trabajos sobre urbanismo en los Estados Unidos, que fue publicado en Europa y los Estados Unidos con gran éxito.Se le atribuye haber escrito más de 100 editoriales, artículos y reseñas, además de preparar bibliografías e informes detallados en los campos del paisaje y la planificación urbana. Colaboró con su marido en un libro de texto básico de arquitectura paisajista, Una Introducción al Estudio de Diseño de Paisaje, que durante muchos años estuvo considerado el texto estándar. A través de su trabajo logró el reconocimiento internacional. Como bibliotecaria y escritora, hizo grandes contribuciones al avance de la profesión del diseño de paisajes organizando la información, criticando el trabajo y contribuyendo a la literatura, dando al campo más sustancia, estatus y visibilidad en los círculos académicos. Además de los libros publicados, Hubbard contribuyó en revistas como Arquitectura de Paisaje (a partir de 1912), House Beautiful, y The Garden Magazine.
Frederick Law Olmsted, Jr., le encargó editar los artículos de su padre para su publicación en 1920, resultando en la publicación, Frederick Law Olmsted, arquitecto de paisaje, 1822-1903. Olmsted y Hubbard trabajaron juntos en la Harvard Graduate School of Design.

### Legado
El trabajo en la biblioteca de Kimball contribuyó a la educación en arquitectura paisajista en muchas escuelas. Participó durante años en la Conferencia Nacional de Educación en Arquitectura Paisajista, sirviendo en el Subcomité de Inglés. También presidió el Comité de Bibliotecas y Colecciones, dada su influencia en los programas educativos a través de sus bibliografías de arquitectura paisajista y planificación urbana ampliamente publicadas y actualizadas regularmente. Las bibliografías que publicó (a menudo llamadas listas de verificación y listas de referencias) fueron utilizadas por otras universidades como base para adquisiciones de bibliotecas, formando así parte de la base sobre la cual se construyeron otros programas educativos.
Hubbard murió en noviembre de 1935 en la edad de 48 en Milton, Massachusetts. En un obituario de Landscape Architecture, el capítulo de Boston de la ASLA la elogió por su servicio a la profesión, pero se negó a citar detalles, y señaló que “en estas pocas páginas no hay lugar para una descripción detallada. . . [de ella] muchas actividades en los campos de la arquitectura del paisaje y el planeamiento urbanístico.